# Donau 3 FM
Donau 3 FM (Eigenschreibweise: DONAU 3 FM) ist ein Lokalradio für den grenzüberschreitenden Wirtschaftsraum Donau – Iller (Ulm, Neu-Ulm und die Landkreise Alb-Donau, Biberach, Neu-Ulm und Günzburg). Ungefähr 151.000 Menschen in Ulm und Umgebung hören täglich das Programm von Donau 3 FM, bestehend aus Musik, Regional- und Weltnachrichten sowie Information über den Verkehr, das Wetter und die Umgebung.
Der Sender mit Hauptsitz in Ulm nahm am 1. Januar 2003 den Sendebetrieb auf, gesendet wird ein Programm im AC-Format.
Durch das grenzüberschreitende Verbreitungsgebiet in Baden-Württemberg und Bayern besitzt Donau 3 FM als einziger Radiosender Deutschlands, wie bereits der Vorgängersender Radio Donau 1, sowohl eine Zulassung der LFK als auch der BLM. Donau 3 FM ist ein Programm der M.O.R.E. Lokalfunk Baden-Württemberg GmbH & Co. KG. Gesellschafter sind Burda Broadcast Media GmbH & Co. KG (50 %) und Studio Gong München GmbH & Co. Studiobetriebs KG (50 %).
Der Sender nach eigener Auskunft über 30 feste Mitarbeiter. Als Zielgruppe werden 29- bis 59-Jährige angegeben.

## Programm
Donau 3 FM spielt ein Adult-Contemporary-Musikformat mit Hauptaugenmerk auf die 80er, 90er und 2000er sowie Rock- und Classicrock-Titel. Eine Live-Moderation findet unter der Woche zwischen 5 und 20 Uhr statt.
Herzstück des Senders ist die, von 5 bis 10 Uhr laufende, Gute-Laune-Morningshow mit den Moderatoren Andreas Scheiter und Isi Tausend. Ersterer stieß 2018 zu dem Ulmer Lokalsender, nachdem er zuvor über 14 Jahre lang die Morningshow beim Lokalsender Radio 7 moderierte.
Tägliche Benchmarks wie das „Schwabenquiz“, bei dem Hörer schwäbische Begriffe von der Kunstfigur „Oma Rosa“ erraten müssen, oder regelmäßige Verkehrs- und Wetterdurchsagen sind Bestandteil der Frühsendung.
Ab 10 Uhr moderieren im Wechsel Saskia Ochner und Peter Miller. Hier finden vor allem „at work“ und regionale Themen ihren Platz. Seit 2019 gibt es auch einen täglichen „News-Talk“ in der Sendung, bei dem die regionale Newslage mit dem Nachrichtenredakteur besprochen wird.
Von 15 bis 20 moderiert Michael Kordick. Hier liegt der Fokus auf der passenden Musik für den Feierabend, der Verkehrslage und (Reiz-)Themen, die die Menschen im Sendegebiet aktuell beschäftigen könnten.
Das Wochenende wird abwechselnd von Wiebke Schröder und Ulli Diehr moderiert sowie von Kollegen aus dem Wochenprogramm.
Sonntags wird von 12 bis 13 Uhr die Talkshow „Sabrina trifft…“ mit Sabrina Gander ausgestrahlt. Die Moderatorin spricht in ihrer Sendung mit den unterschiedlichsten Gesprächspartnern.
Zusätzlich wird zwischen 19 und 21 Uhr „Das Barbaradio – Die Barba Radio Show“ mit Barbara Schöneberger als Moderatorin ausgestrahlt.

## Empfangsmöglichkeiten

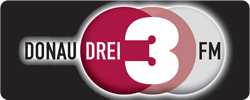
Altes Logo bis 2015

### Webradios
- Donau 3 FM
- Donau 3 FM Kult
- Donau 3 FM Hits

## Frequenzen
- Ulm – 105,9 MHz (5 kW)
- Riedlingen – 106,2 MHz (0,5 kW)[4]
- Biberach an der Riß – 104,6 MHz (0,32 kW)
- Günzburg – 90,3 MHz (0,1 kW) abgeschaltet am 30. Juni 2025[5]

Seit dem 1. Dezember 2014 ist Donau 3 FM in weiten Teilen Baden-Württembergs auch über DAB+ auf dem Kanal 11B zu empfangen. Das Programm ist auch in einigen Kabelnetzen empfangbar.
Am 27. Mai 2020 wurde das Sendegebiet via DAB+ auf den bayerischen Kanal 8B Allgäu ausgeweitet.

## Sonstiges
Am 17. Januar 2024 wurde Donau 3 FM Opfer eines Cyberangriffs. Sämtliche Ausspielwege waren betroffen und es gab keinen Zugriff auf die digitale Studiotechnik mehr. Stattdessen wurde auf UKW und DAB+ ein Notprogramm mit CDs aus den Anfangsjahren des Senders und Schallplatten gespielt und anfangs sangen die Moderatoren teilweise auch selber Stücke mit Gitarre live ein. Auf den Webstreams wurde ebenfalls ein Notprogramm gespielt.

## Auszeichnungen
- BLM-Radio 2013: Preis für den besten Beitrag Werbung und Promotion[7]
- LFK-Medienpreis 2013: Sabrina trifft, Sabrina Gander[8]
- Deutscher Radiopreis 2023: Preis für das beste Interview, Sabrina Gander[9]
- LFK-Medienpreis 2024: Auszeichnungen in den Kategorien Podcast und Social Media[10]
- BLM-Hörfunk-Preis 2024: Preis in der Kategorie „Beste Moderation“[11]